# 斑點頦鬚鳚
斑點頦鬚鳚為輻鰭魚綱鱸形目鱸亞目鬚鰻鳚科的其中一種，分布於西太平洋區的澳洲北部及巴布亞紐幾內亞海域，體長可達10.6公分，為底棲性魚類。